# 나데즈다 알릴루예바
나데즈다 세르게예브나 알릴루예바(러시아어: Наде́жда Серге́евна Аллилу́ева, 1901년 9월 22일 ~ 1932년 11월 9일)는 이오시프 스탈린의 2번째 아내이다.

## 생애
철도 노동자 출신의 혁명가인 세르게이 알릴루예프(Sergei Alliluyev, 1866년 ~ 1945년)와 올가 알릴루예바(Olga Alliluyeva, 결혼 이전의 성(姓)은 페도렌코(Fedorenko)) 부부의 막내 딸로 태어났다. 그의 어머니인 올가 알릴루예바는 독일, 조지아 혈통을 갖고 있었는데 억양이 강한 러시아어를 구사했다.
1911년에는 시베리아 유배 현장을 탈출한 아버지에 의해 이오시프 스탈린을 처음 만났다. 러시아 혁명 이후에는 블라디미르 레닌의 사무실에서 근무했고 1919년에는 이오시프 스탈린과 결혼하게 된다. 1921년에는 아들인 바실리 스탈린, 1926년에는 딸인 스베틀라나 알릴루예바를 낳았다.
1932년 11월 9일에 열린 소련 공산당의 혁명 기념 만찬에서는 소련 정부가 시행하던 소작농의 집단화 정책을 놓고 이오시프 스탈린과 말다툼을 벌였으며 자신의 침실에서 권총 자살하고 만다. 소련 당국은 나데즈다 알릴루예바가 충수염으로 사망했다고 공식 발표했다. 모스크바 크렘린 소속 의사였던 레프 레빈(Lev Levin), 드미트리 플레트뇨프(Dmitry Pletnev)는 잘못된 결론이 담긴 증명서에 서명을 거부한 사실이 문제가 되어 1938년 3월 모스크바에서 대숙청의 일환으로 진행된 우파 트로츠키주의 블록 사건 재판(21인 재판)에 회부되어 유죄 판결을 받았다.